# 矢切駅

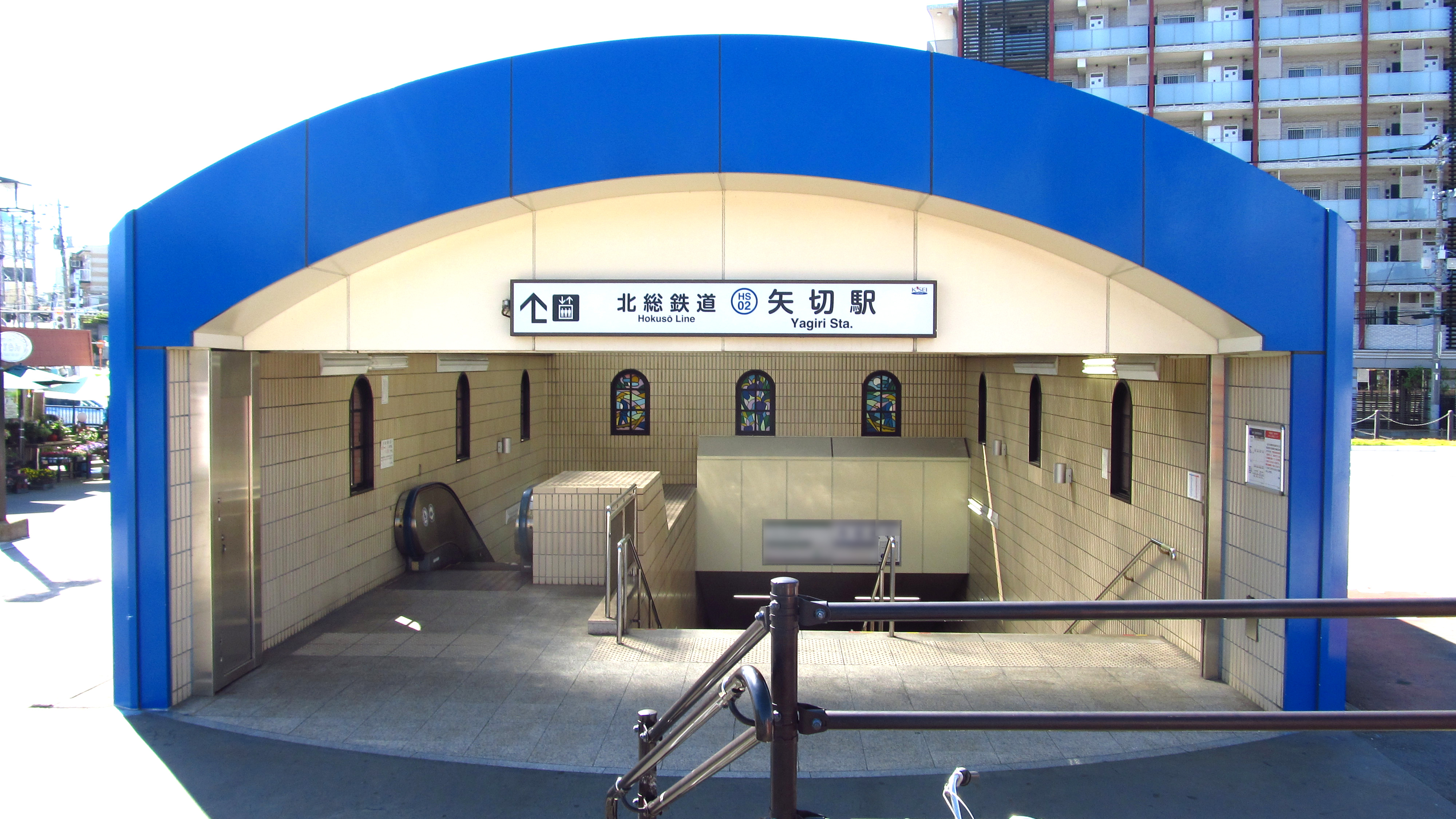
1番出入口（2019年10月）

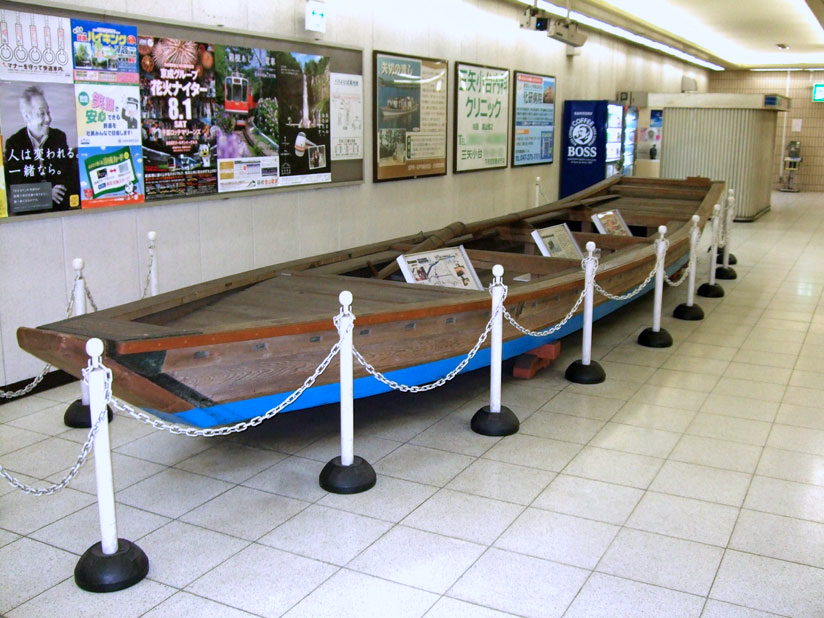
構内展示「矢切の渡し舟」（2009年7月）

矢切駅（やぎりえき）は、千葉県松戸市下矢切にある、北総鉄道北総線の駅である。駅番号はHS02。

## 歴史
本駅はやぎりと読むが、地名本来の読み方は濁音のないやきりである（詳細は矢切を参照）。市川市との市境に立地する。
- 1991年（平成3年）3月31日 - 開業[1]。建設時の仮称駅名は「栗山駅」であった[3]。
- 2010年（平成22年）7月17日 - 駅番号 (HS02) が付される。
- 2017年（平成29年）3月31日 - 発車メロディを導入[4]。曲は「矢切の渡し」[4]。ただし駅は渡しからはやや遠い。

## 駅構造
島式ホーム2面4線を有する地下駅（栗山トンネル・延長1,827 m）で、待避可能となっている。印旛日本医大駅側に片渡り線があり、当駅での折り返し運転に対応している。
地下1階が改札コンコース、地下2階がホームであり、エスカレーターとエレベーターが設置されている。また、改札内に多機能トイレを有する。

### のりば
| 番線    | 路線   | 方向 | 行先                   |
| ------- | ------ | ---- | ---------------------- |
| 1・2    | 北総線 | 上り | 京成高砂・日本橋方面   |
| 1・3・4 | 北総線 | 下り | 新鎌ヶ谷・成田空港方面 |

1・4番線は、特急の待避、臨時列車の発着や回送列車の留置にも使用する。早朝の下り始発および当駅折り返しの下り電車は1番線から発車する。

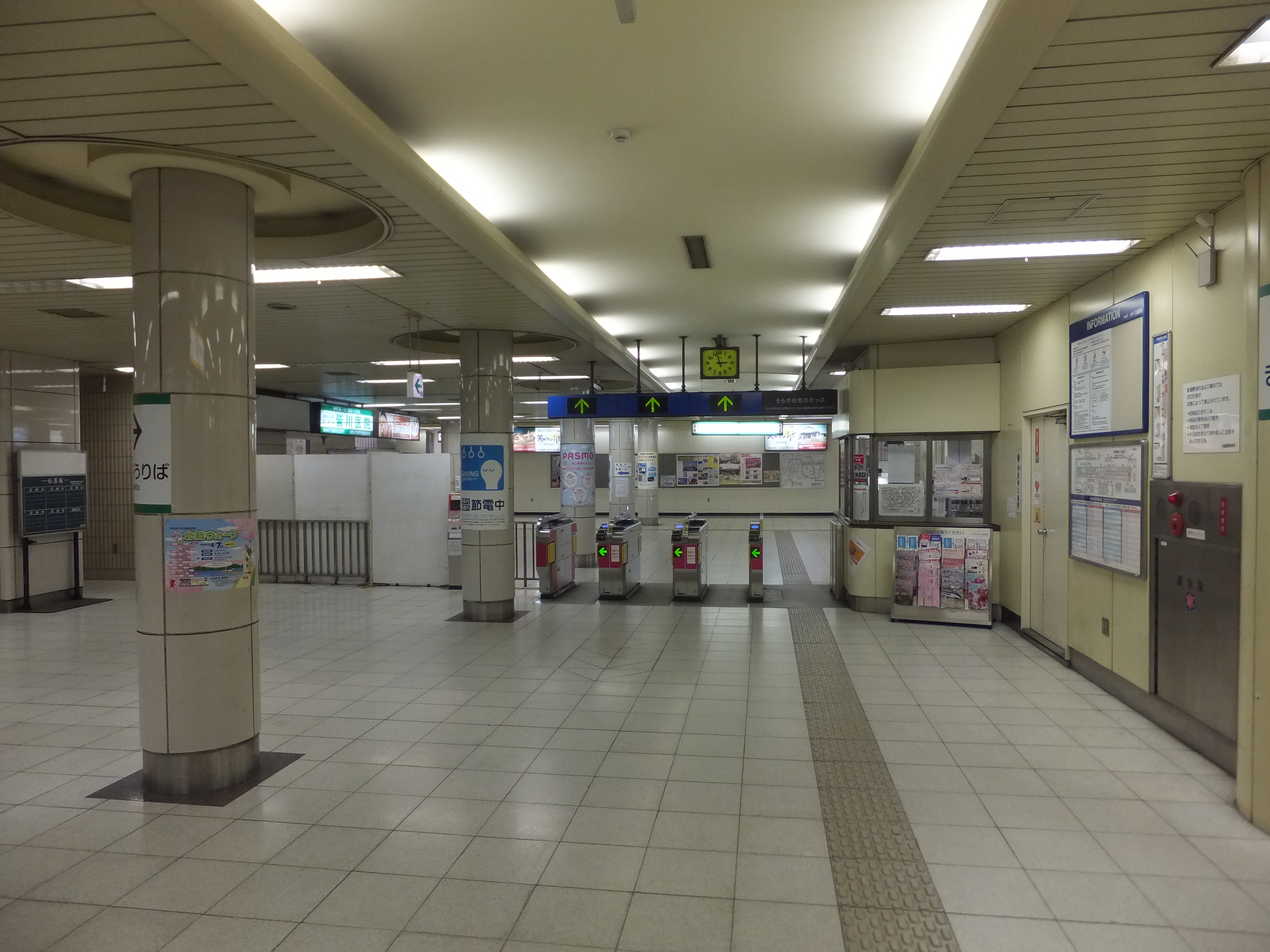
改札口（2012年4月）
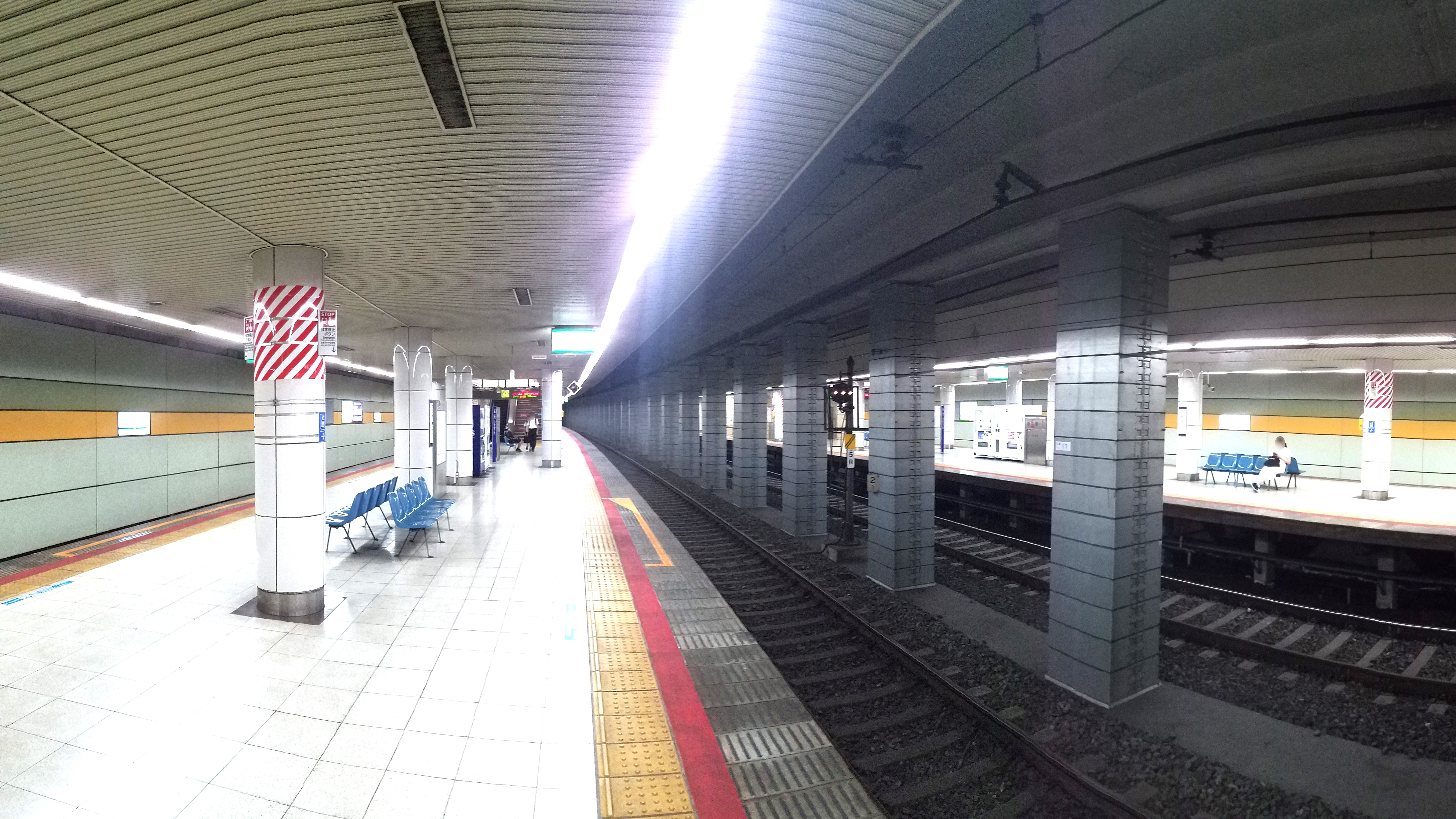
駅ホーム（2019年10月）
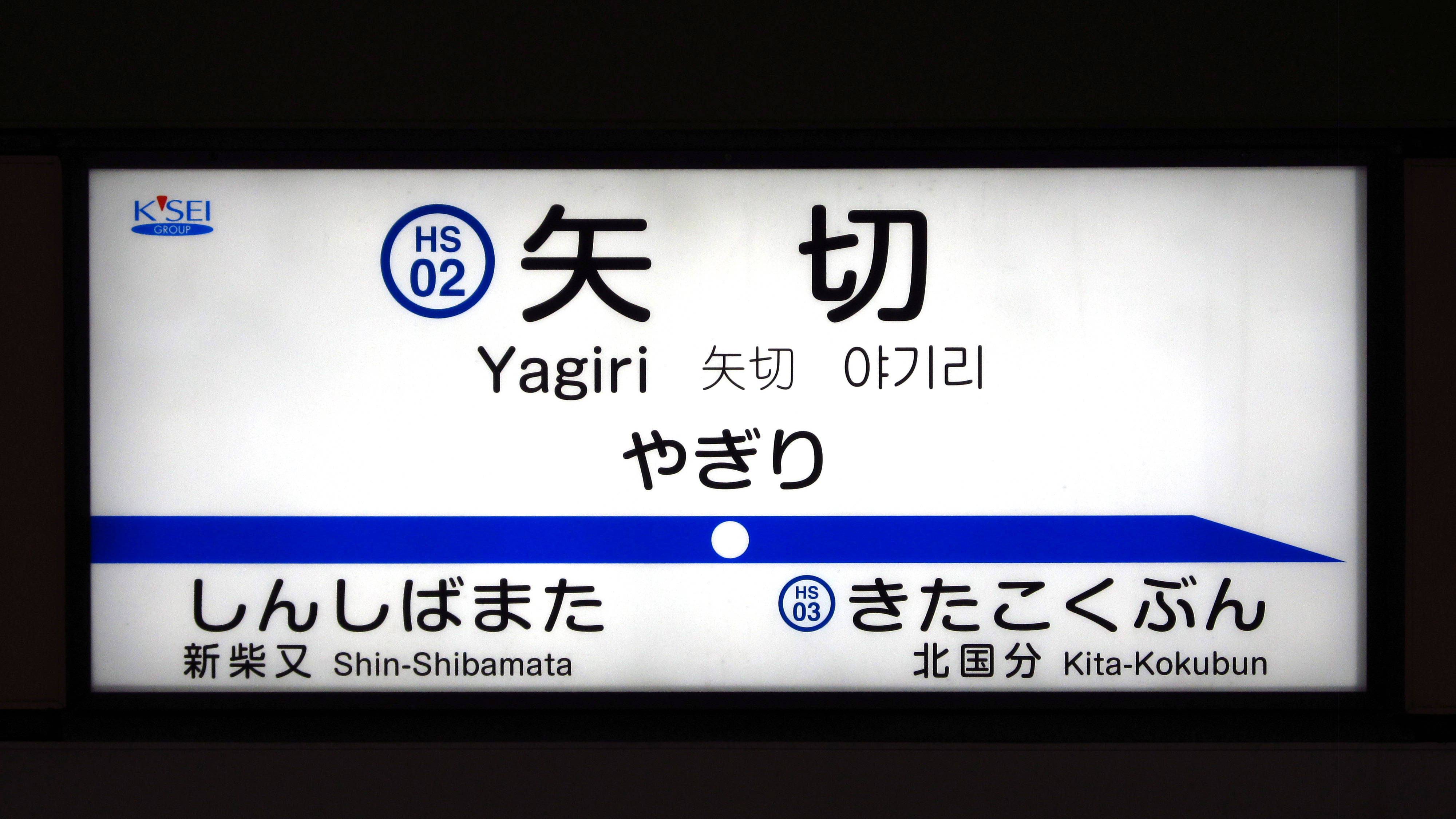
駅名標（2019年10月）

## 利用状況
2020年度の1日平均乗降人員は6,193人。
近年の1日平均乗車・乗降人員の推移は下記の通りである｡
| 年度               | 1日平均 乗車人員 | 1日平均 乗降人員 |
| ------------------ | ---------------- | ---------------- |
| 2001年（平成13年） | 3,274            |                  |
| 2002年（平成14年） | 3,170            |                  |
| 2003年（平成15年） | 3,164            |                  |
| 2004年（平成16年） | 3,081            | 5,906            |
| 2005年（平成17年） | 3,085            |                  |
| 2006年（平成18年） | 3,218            | 6,196            |
| 2007年（平成19年） | 3,429            |                  |
| 2008年（平成20年） | 3,478            | 6,685            |
| 2009年（平成21年） | 3,470            |                  |
| 2010年（平成22年） | 3,489            | 6,729            |
| 2011年（平成23年） | 3,352            | 6,465            |
| 2012年（平成24年） | 3,443            |                  |
| 2013年（平成25年） | 3,631            | 7,027            |
| 2014年（平成26年） | 3,669            | 7,338            |
| 2015年（平成27年） | 3,825            | 7,425            |
| 2016年（平成28年） | 3,996            | 7,772            |
| 2017年（平成29年） | 4,139            | 8,058            |
| 2018年（平成30年） | 4,119            | 8,056            |
| 2019年（令和元年） | 4,035            | 7,903            |

## 駅周辺

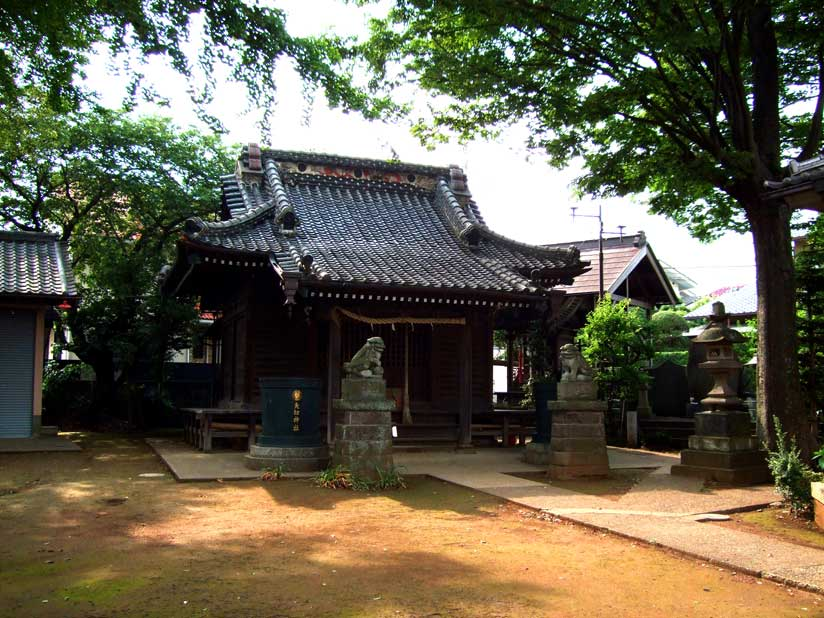
矢切神社

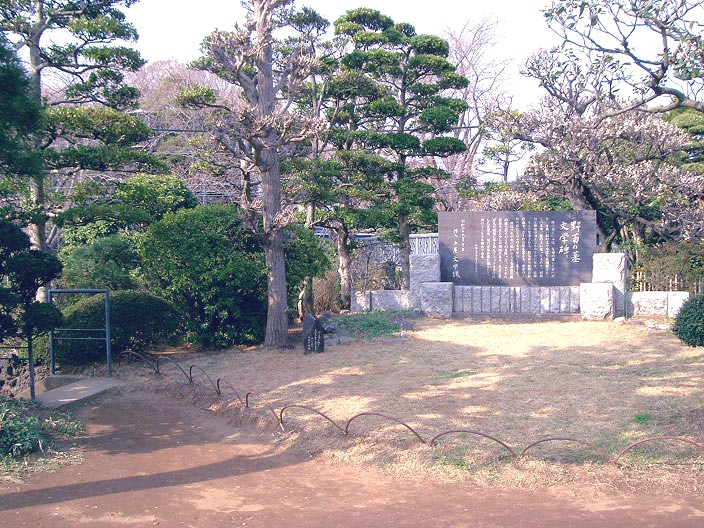
野菊の墓文学碑

当駅は矢切地区の南東部に位置する。ただし矢切の渡しからはやや遠い。
- 千葉県道1号市川松戸線（松戸街道）
- 国道298号
- 東京外環自動車道（松戸インターチェンジ）
- 国際医療福祉大学市川病院（旧：化学療法研究所附属病院）
- 式場病院
- 松戸市立矢切小学校
- 矢切幼稚園
- 市川市立国府台小学校
- 松戸矢切郵便局
- 市川国府台郵便局
- 千葉銀行 矢切支店
- 東京ベイ信用金庫 矢切支店
- 人間禅道場本部
- 矢切神社
- 野菊の墓文学碑
- 千葉県企業局栗山浄水場（配水塔は2006年土木学会選奨土木遺産）
- じゅん菜池緑地
- 京成バス「矢切駅」停留所 - 停留所は進行方向により駅前路上とロータリーに分離

## イベント
- 1994年より毎年8月上旬に駅前広場で『矢切ビールまつり』と称するイベントが開催されている。主催は下矢切商和会で、北総鉄道をはじめとする京成グループ各社が協賛している。

## ロケーション撮影
当駅は映画やテレビCMなどのロケーション撮影スポットとして使われることが多い。
- 映画
  - 『ゴジラ×モスラ×メカゴジラ 東京SOS』 - 劇中では虎ノ門という設定であった。（2003年）
  - 『デビルマン』 - 地下鉄と称しているが、当駅構内が用いられているシーンがある。（2004年）
  - 『電車男』（2005年）
  - 『オトシモノ』（2006年）
  - 『シン・ゴジラ』 - 泉岳寺駅に避難民が押し寄せるシーンとして登場。案内表示を実際の泉岳寺駅と同様のものに付け替えて撮影しており、千葉ニュータウン鉄道9000形が停車している。（2016年）
  - 『仮面ライダーギーツ×リバイス MOVIEバトルロワイヤル』（2022年）
- テレビドラマ
  - 『青い鳥』 - オープニング映像（1997年）
  - 『仮面ライダー剣』 - 第22話（2004年）
  - 『砂の器』 - 柳原水門付近で撮影されたため、厳密にいうと駅構内でのロケではない。（2004年）
  - 『誰かが嘘をついている』(2009年)
  - 『マルモのおきて』 - 第6話（2011年）
  - 『REPLAY＆DESTROY』（2011年）
  - 『烈車戦隊トッキュウジャー』 - 第4話。（2014年）
  - 『ようこそ、わが家へ』 - 第1話（2015年）
  - 『イグナイト-法の無法者-』 - 第7話（2025年）
- ミュージックビデオ
  - 「ゼロ地点」 - 森広隆の2ndシングル（2001年）
  - 「チューインガム」 - AAAの11thシングル（2006年）
  - 「プラットホーム (Salyuの曲)」 - Salyuの8thシングル（2006年）
  - 「Get my way!」 - 川田まみの4thシングル（2007年）
  - 「Diamond Only」 - E-girlsの8thシングル。イントロ部に使用。PVでは千葉ニュータウン鉄道9200形が副本線に停車しており、メンバーの一部が9201-5号車に乗り降りするシーンもある。（2014年）
- テレビCM
  - 「ドラゴンクエスト 4周年WEBCM 宝の地図篇」 - CM内では川崎駅として登場している。（2023年）
  - 「マージマンション 真相はマージの向こうに　スキマ時間 篇」 - 渋谷凪咲出演のCMで、途中9100形が登場したり駅名標が「まあじ」になっている。（2023年）
  - 「いつものそとへ | Open Space | エクスペディア」 - CMの最初に7500形と共に登場している。（2024年）

## 隣の駅
北総鉄道
 北総線
■特急
通過
■普通
新柴又駅 (HS01) - 矢切駅 (HS02) - 北国分駅 (HS03)
※成田スカイアクセス線との共用区間ではあるが、当駅には京成電鉄が運行する列車は停車しない。